# Lydia Koidula
Lydia Emilie Florentine Jannsen (Vändra, 24 december 1843 – Kronstadt, 11 augustus 1886; volgens de juliaanse kalender, die in het Keizerrijk Rusland van kracht was: 12 december 1843–30 juli 1886), beter bekend onder haar schrijversnaam Lydia Koidula, was een Estische dichteres. Haar schrijversnaam betekent ‘Lydia van de Dageraad’. Ze kreeg die naam van de schrijver Carl Robert Jakobson. Ze wordt ook wel  Koidulaulik, ‘Zangeres van de Dageraad‘, genoemd.
Vrouwelijke auteurs werden in de 19e eeuw met een scheef oog bekeken. Koidula’s poëzie en haar bijdragen aan de krant van haar vader Johann Voldemar Jannsen (1819–1890) werden anoniem gepubliceerd. Toch heeft ze een grote invloed gehad op de ontwikkeling van de Estische literatuur. Ze was de eerste die toneelstukken in het Estisch schreef. Ze kende andere belangrijke Estische schrijvers, zoals Carl Robert Jakobson (1841-1882) en Friedrich Reinhold Kreutzwald (1803-1882), persoonlijk. 

## Levensloop
Lydia Jannsen werd geboren in Vändra, nu in de Estische provincie Pärnumaa, toen in het Russische goebernija Lijfland. De oorspronkelijke bevolking van Noord-Lijfland sprak, net als de bevolking van het Gouvernement Estland, Estisch. In Zuid-Lijfland en Koerland sprak de oorspronkelijke bevolking Lets. Het huidige Estland bestaat uit het Gouvernement Estland en Noord-Lijfland. Zuid-Lijfland en Koerland maken nu deel uit van Letland.
De familie verhuisde in 1850 naar het nabijgelegen Pärnu, waar Lydia’s vader in 1857 de krant Pärnu Postimees begon, het eerste lokale nieuwsblad in het Estisch. Lydia doorliep een Duitstalig gymnasium. De elite in de gouvernementen Estland en Lijfland sprak nu eenmaal Duits. In 1864 verhuisden de Jannsens naar de universiteitsstad Tartu. Hier begon Lydia’s vader een landelijke krant in het Estisch, ook Postimees (‘De Koerier’) geheten. Onder de tamelijk liberale regering van tsaar Alexander II (1855-1881) was het klimaat voor publicaties in minderheidstalen mild en Jannsen kreeg hiervoor toestemming van de censuur. Lydia schreef anoniem voor zowel de lokale als de landelijke krant.
In 1873 trouwde ze met Eduard Michelson (1845-1907), een Letse legerarts. Het paar verhuisde naar Kronstadt, het hoofdkwartier van de Russische marine. In de jaren 1876-78 bezochten ze Breslau, Straatsburg en Wenen. Koidula leefde dertien jaar in Kronstadt. De zomermaanden bracht ze in Estland door, toch had ze voortdurend last van heimwee. Het paar kreeg twee dochters en een zoon. Koidula stierf op 11 augustus 1886 na een langdurige, pijnlijke ziekte. Haar laatste gedicht heette Enne surma – Eestimaale! (‘Voor de dood – naar Estland!’).
Koidula werd begraven in Kronstadt, maar in 1946 werd ze overgebracht naar de Woudbegraafplaats in de Tallinnse wijk Kloostrimetsa.

## Gedichten

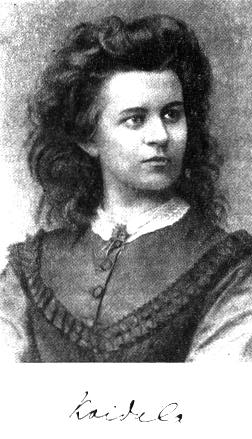
Lydia Koidula. Dit portret is gebruikt voor het bankbiljet van 100 Estische kroon, dat geldig was tussen 1992 en 2011

Koidula’s belangrijkste werk, Emajõe ööbik (‘De nachtegaal van de Emajõgi’), werd gepubliceerd in 1867. Het was in een periode dat de meeste Esten hard moesten werken voor hun Duitstalige landheren en de mogelijkheden om goed Estisch te leren beperkt waren. In 1866 werd de censuur verscherpt. Alles moest voortaan vóór publicatie gelezen worden. Dat was niet alleen lastig voor kranten als Postimees, het beperkte ook voor literatoren de mogelijkheden om zich te uiten. Het was echter ook de tijd dat het nationaal bewustzijn van de Esten begon te ontwaken. Esten werden trots op hun taal en hun cultuur en streefden naar zelfbeschikking. Koidula bracht in haar gedichten dit streven onder woorden.
Dat neemt niet weg dat in haar werk Duitse invloeden zijn aan te wijzen. De Baltische Duitsers waren niet voor niets al sinds de 13e eeuw de machthebbers in de goebernija’s Estland, Lijfland en Koerland, ongeacht of hun gebied deel uitmaakte van het Heilige Roomse Rijk, Polen, Zweden of het Keizerrijk Rusland. Duits was de taal van het onderwijs en de intelligentsia in 19e-eeuws Estland. Net als haar vader vertaalde Lydia Koidula Duits proza, Duitse poëzie en Duits toneel. Ze werd vooral beïnvloed door de Biedermeierstijl. Haar thema’s vinden we terug in de literatuur uit de Biedermeiertijd: het huis, de familie, het geloof en het leven op het platteland. Dat zijn de thema’s van haar bundel Vainulilled (‘Weideboemen’, 1866). Koidula combineerde die thema’s echter met verontwaardiging over de manier waarop de Esten in de voorgaande 600 jaar waren behandeld. Ze was zich ook bewust dat ze bijdroeg aan een nieuw zelfbewustzijn voor het Estische volk. 
Waar Friedrich Reinhold Kreutzwald in zijn epos Kalevipoeg gebruikmaakt van alliteratie, de gebruikelijke manier van rijmen in de oud-Estische poëzie, maakte Koidula in haar meeste gedichten gebruik van eindrijm, waarmee ze aansloot op de West-Europese literaire traditie. Belangrijker was dat het Estisch tot ver in de 19e eeuw gold als een taaltje van de arme boeren en landarbeiders. Teksten in die taal waren bedoeld om die groep goede manieren of godsdienst bij te brengen, praktische adviezen te geven bij de landbouw of hooguit om een sensationeel verhaal te brengen. Koidula gebruikte de taal om emoties uit te drukken, van een gedicht over de kat des huizes (Meie kass, ‘Onze kat’) via de liefde (Head ööd, ‘Welterusten’) tot aan een oproep aan een onderdrukte natie: Mu isamaa nad olid matnud (‘Mijn land, ze hebben jou begraven’). Lydia Koidula liet zien dat Estisch een volwaardige taal is.

## Toneel
Koidula wordt ook beschouwd als de grondlegger van het Estische toneel. In 1865 zette ze samen met haar vader in Tartu het Vanemuinegenootschap (Estisch: Vanemuise Selts; vanemuine betekent ‘oudste’) op. Het genootschap stelde zich ten doel de Estische cultuur te bevorderen. Vertalingen in het Estisch van buitenlandse stukken waren er al eerder geweest, maar Lydia Koidula was de eerste die voor het genootschap een origineel stuk in het Estisch schreef. Ze begon met de komedie Saaremaa Onupoeg (‘De neef van Saaremaa’, 1870), gebaseerd op Der Vetter aus Bremen (‘De neef uit Bremen’) van  Theodor Körner. Haar tweede stuk, Maret ja Miina (ook wel Kosjakased, ‘De verlovingsberken’, genoemd, 1870) was evenmin helemaal origineel. Dat was wel haar derde stuk, Säärane mulk. Ehk, Sada vakka tangusoola (‘Wat een Mulk, of: Honderd korrels zout’, 1871). Alle drie de stukken worden ook vandaag de dag nog opgevoerd.

## Invloed

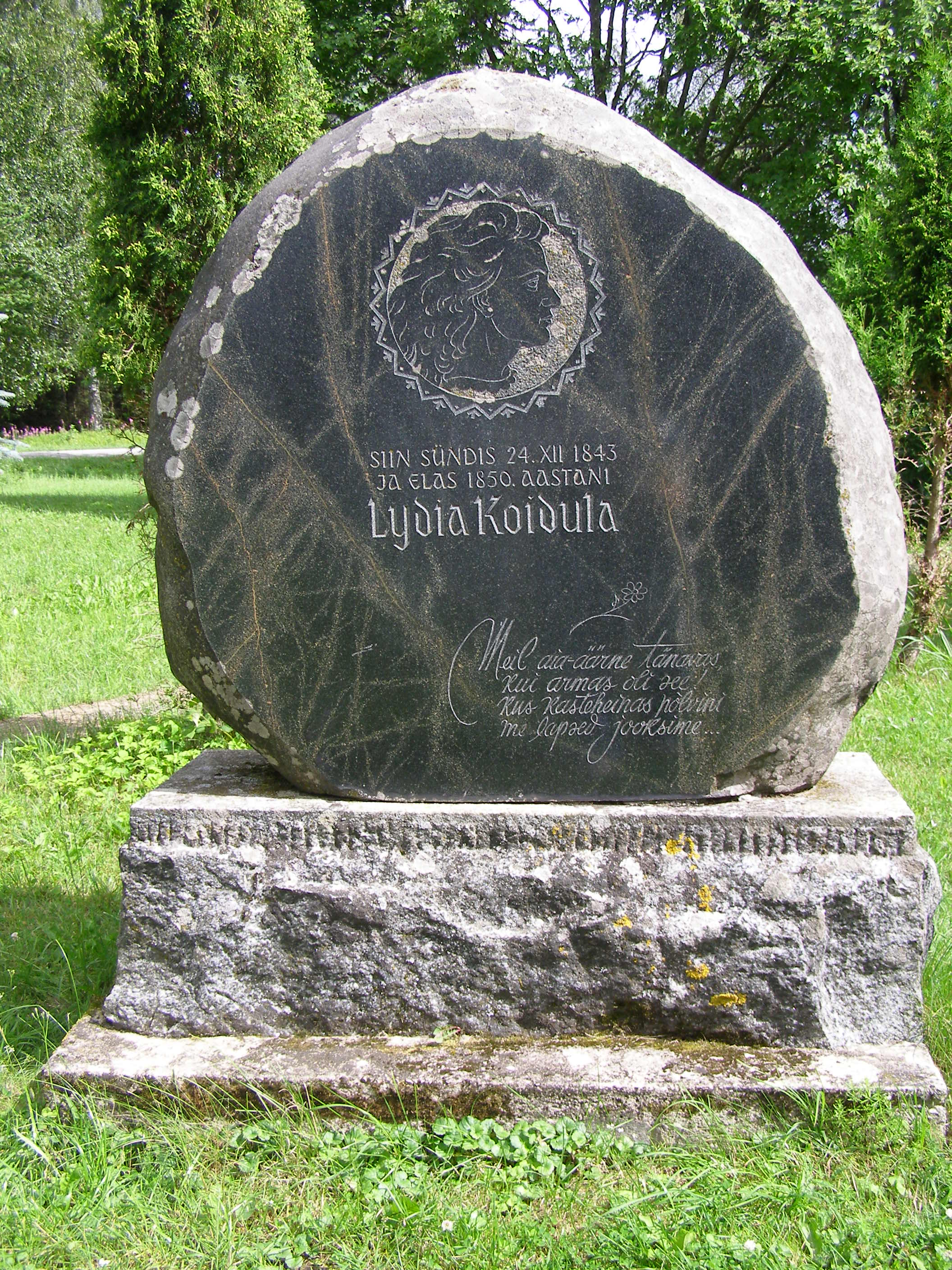
Gedenkteken voor Lydia Koidula bij haar geboorteplaats Vändra

Op het eerste Estische Zangfeest van 1869 werden twee Estische liederen van de hand van Lydia Koidula gezongen: Sind Surmani (‘Tot de dood’) en Mu isamaa on minu arm (‘Mijn vaderland is mijn liefde’). Dat laatste lied werd het onofficiële volkslied van Estland in de tijd van de Sovjetbezetting, toen het echte volkslied Mu isamaa, mu õnn ja rõõm, dat geschreven was door haar vader, verboden was. Het lied van Lydia Koidula kwam altijd aan het eind van het feest (maar ook vaak aan het eind van andere voorstellingen waar Estische liederen op het repertoire stonden), en iedereen stond op. Ook nu wordt het lied nog vaak uitgevoerd.
In Pärnu is het vroegere woonhuis van Lydia’s vader Johann Voldemar Jannsen ingericht als Lydia Koidula Museum. Het geeft een overzicht van het leven en het werk van vader en dochter. Ook in de wijk Kadriorg in Tallinn is een Lydia Koidula Museum. Gedenktekens staan in Pärnu (een werk uit 1929 van de hand van de beeldhouwer Amandus Adamson) en haar geboorteplaats Vändra.